# Usine BASF de Ludwigshafen
L'usine BASF de Ludwigshafen, en allemand Verbund BASF-Ludwigshafen, est la principale usine de l'entreprise chimique allemande BASF, et la plus grosse usine chimique du monde.
Fondée en 1865 par Frédéric Engelhorn, le complexe a initialement pour productions principales l'aniline et la soude, en vue de produire des colorants textiles. Son activité s'élargit aux engrais au début du XXe siècle, aux explosifs et poudres durant la Première Guerre mondiale. Durant la Seconde, alors que BASF a fusionné avec d'autres entreprises pour former le conglomérat IG Farben, l'usine fabrique notamment de l'essence synthétique mais également le tristement célèbre gaz Zyklon B utilisé dans les chambres à gaz.
L'usine couvre au début du XXIe siècle une surface de plus de dix kilomètres carrés, environ deux cents unités industrielles couvrant deux mille bâtiments et employant 39 000 salariés.

## Histoire

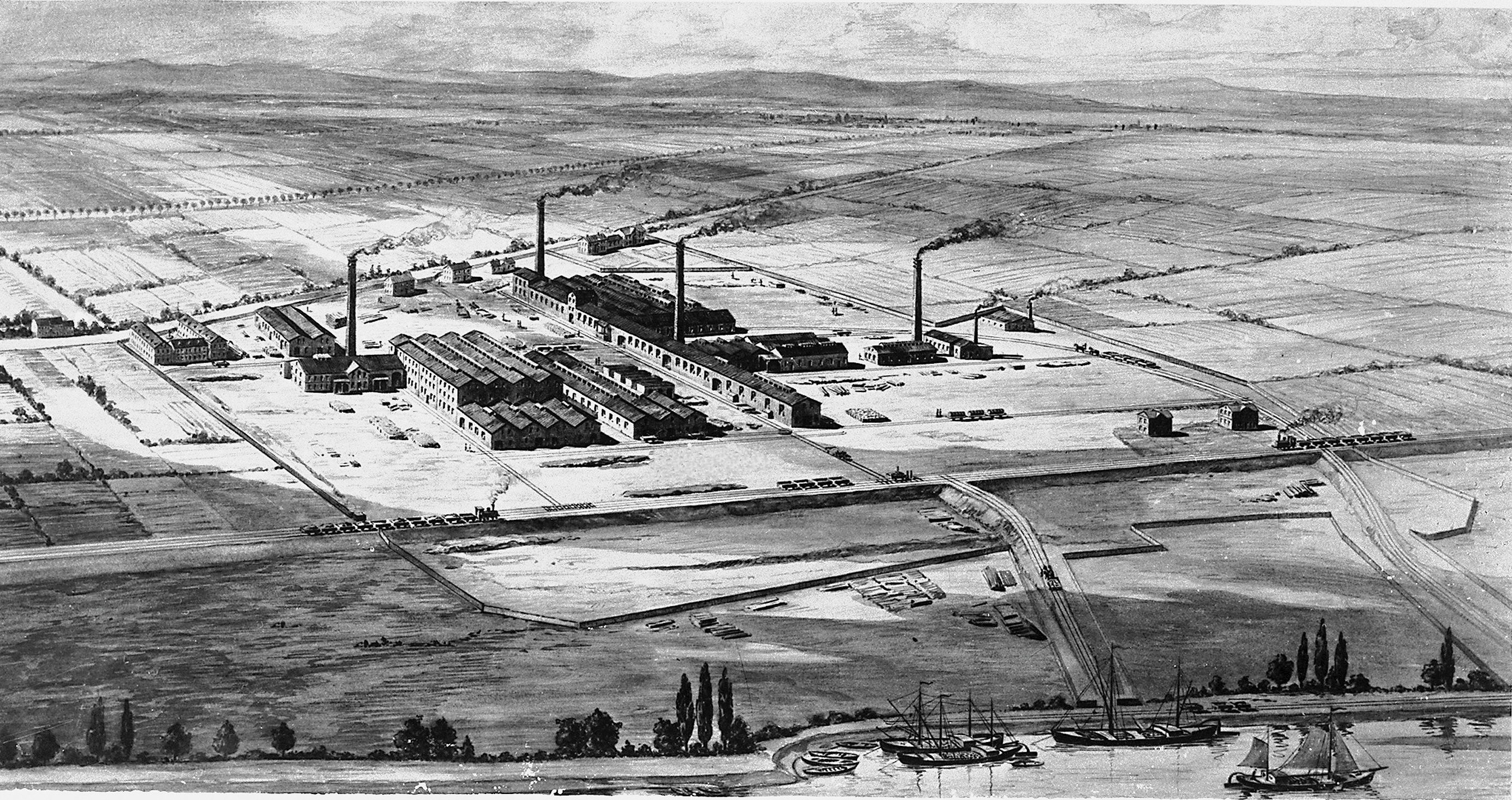
L'usine originelle de 1865.

### Fondation
L'usine Badische Anilin- und Sodafabrik, soit « fabrique badoise d'aniline et de soude » est fondée par Frédéric Engelhorn à Mannheim en 1861, puis transférée dès le 21 avril 1865 à Ludwigshafen, de l'autre côté du Rhin. Initialement, sa première vocation est la production de colorants extraits du goudron,.
La politique commerciale de Frédéric Engelhorn repose sur un haut degré d'intégration verticale permettant de contrôler toute la fabrication des matières premières et intermédiaires des processus de fabrication. Initialement, les colorants synthétiques obtenus ne parviennent pas à égaler leurs équivalents traditionnels naturels, mais la croissance de la demande et le perfectionnement des technologies permet dès 1869 la production du premier colorant synthétique naturel, l'alizarine, œuvre des chimistes Heinrich Caro, Carl Graebe et Carl Liebermann.

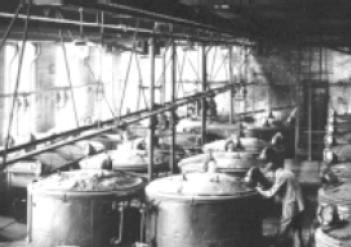
Les cuves de production d'indigo vers 1890.

L'équipe ne s'arrête pas à ce premier succès et réussit en 1876 la synthèse du bleu de méthylène, utilisé non seulement dans l'industrie textile mais également en médecine pour identifier le Bacille de Koch. En 1897, l'usine parvient à produire au stade industriel l'indigo dont la synthèse avait été réalisée en 1880 par Adolf von Baeyer. Dès 1888, les laboratoires de recherche du complexe industriel sont regroupés, et deux laboratoires annexes sont construits pour mener les analyses et développer des techniques industriels. Cette organisation montre son efficacité, notamment quand Rudolf Knietsch (de) développe un procédé alternatif de production d'acide sulfurique ainsi qu'un autre de liquéfaction du chlore gazeux. L'indigo synthétisé est à son tour surpassé en 1901 par le bleu d'indanthrène, œuvre du chimiste René Bohn.
Dès le début du vingtième siècle, l'usine de Ludwigshafen est le plus grand complexe chimique du monde. Un pôle spécialisé dans les engrais azotés est créé à Oppau, devenu depuis un quartier de Ludwigshafen. Il s'agit de la première usine au monde synthétisant l'ammoniac, selon le procédé inventé entre 1908 et 1912 par Fritz Haber et Carl Bosch, qui nécessite des conditions élevées de température et de pression ainsi que la présence d'un catalyseur métallique.

### Première Guerre mondiale et occupation
Durant la Première Guerre mondiale, l'ammoniac produit par l'usine est transformé en acide nitrique permettant de produire des explosifs ; le chlore et le phosgène entrent dans la composition de gaz de combat. Toutefois, l'usine de Ludwigshafen n'est pas privilégiée pour l'implantation de ces activités car elle est considérée comme trop proche de la frontière française,.
En 1918, le site est occupé par l'armée française dans le cadre de l'occupation de la Rhénanie. Le 21 novembre 1925, BASF, Farbwerke Hoechst, Bayer, Agfa, Griesheim-Elektron (de) et Weiler-ter-Meer (de), cinq autres chimistes allemands fusionnent pour fonder le conglomérat IG Farben, dans lequel BASF est majoritaire,.
Une des premières créations du nouveau conglomérat est l'engrais « Nitrophoska », dont le nom évoque les éléments apportés aux cultures : azote ou « nitrogène », phosphate et potasse. L'entreprise se lance également dans la sous-traitance pour l'industrie automobile. Elle se lance notamment dans la fabrication d'essence synthétique à partir de charbon. La « glysantin », un antigel est également mis sur le marché durant l'hiver 1928-1929. Un autre secteur exploré est le caoutchouc synthétique réclamé par l'industrie du pneu ; en 1929, le « Buna » est synthétisé et, en 1936, les premiers pneus Buna sont présentés au Salon de l'automobile de Berlin.
Les premières recherches sur la future industrie du plastique commencent également en 1928, avec l'étude des réactions catalytiques de l'acétylène par Walter Reppe ; dès l'année suivante, l'usine de Ludwigshafen démarre une unité de synthèse du styrène. En parallèle, des avancées sont effectuées dans l'utilisation du méthanol et de l'urée qui permettent plus tard de développer la mousse isolante d'urée-formaldéhyde. La colle Kaurit vendue à partir de 1931 permet le développement de l'industrie du bois de second œuvre, notamment le contreplaqué. Ces travaux permettent notamment à Carl Bosch et Friedrich Bergius de recevoir le prix Nobel de chimie en 1931 pour leurs travaux sur la synthèse de l'ammoniac et l'hydrogénation du charbon.
En 1932, le conglomérat signe un accord de coopération avec AEG en vue de fabriquer des bandes magnétiques pour magnétophone. Les premiers appareils sont présentés en 1935.

### Nazisme et Seconde Guerre mondiale

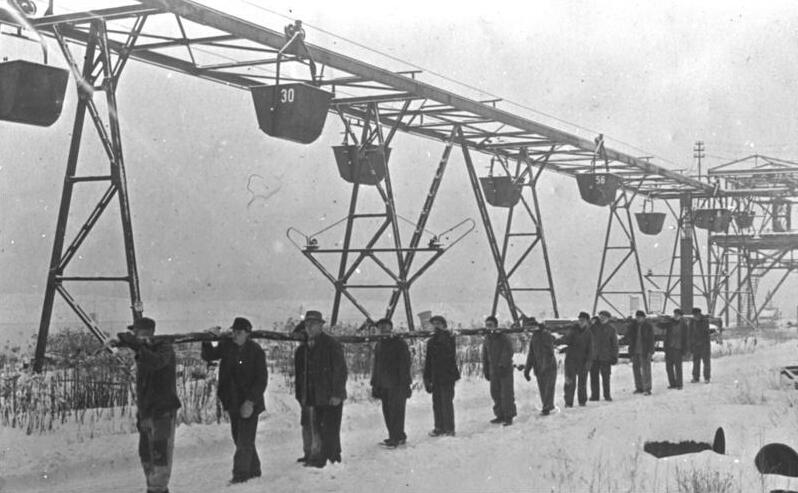
Ouvriers au travail dans l'usine durant l'hiver 1941.

Le conglomérat IG Farben voit initialement d'un mauvais œil la popularité croissante et l'accession au pouvoir d'Adolf Hitler, notamment pour des raisons idéologiques mais aussi parce que de nombreux dirigeants et scientifiques de l'entreprise étaient juifs.
Toutefois, le groupe chimique est en difficulté du fait de la Grande Dépression et une coopération entre le conglomérat et le nouveau chancelier se met rapidement en place ; en effet, la politique d'autosuffisance promue par le régime va dans le sens des intérêts d'IG Farben,.
En 1939, une demande de brevet est déposée pour la polyvinylpyrrolidone, pouvant servir de substitut synthétique au plasma sanguin.
Durant la Seconde Guerre mondiale, le nom d'IG Farben est sinistrement connoté. Carl Wurster (de), chef d'exploitation d'une unité de l'usine et membre du conseil d'administration d'IG Farben, était aussi membre depuis 1937 du NSDAP. C'est lui qui dirigeait l'entreprise Degesch, filiale à 42,5 % d'IG Farben, qui assurait notamment la production de Zyklon B utilisé dans les chambres à gaz. Les procès postérieurs à la guerre ont toutefois établi que Wurster ignorait l'usage qui était fait de ce produit, réputé antiparasitaire et dont l'usage pouvait se justifier même pour les camps du fait de la grande promiscuité des occupants ; en outre, les gazages massifs pratiqués dans les camps d'extermination n'avaient pas augmenté les achats de ce produit. Lors du procès de Nuremberg, vingt-trois représentants de la direction d'IG Farben sont inculpés pour leur comportement lors de la guerre ; treize d'entre eux sont condamnés à des peines de prison allant d'un an et demi à huit ans.
Toutefois l'usine produit essentiellement des composés directement liés à l'effort de guerre : azote, caoutchouc, essence, kérosène et diesel, ainsi que lubrifiants et matières plastiques. En parallèle, de nombreux ouvriers de Ludwigshafen sont incorporés dans la Wehrmacht et l'usine se tourne vers deux ressources nouvelles de main-d'œuvre : d'une part des femmes astreintes au travail à l'usine, d'autre part des prisonniers de guerre. Au 1er juin 1941, ces derniers sont déjà quatre mille à travailler à l'usine, dont 1 350 Polonais, mais également des Slovaques, des Italiens, des Français, des Roumains et des Néerlandais.
En 1941, les unités de Ludwigshafen et Oppau sont jumelées par l'adjonction entre les deux d'une nouvelle unité chargée de produire le But-2-yne-1,4-diol par réaction de l'acétylène et du formaldéhyde le composé obtenu entre en effet dans la synthèse de la vitamine B6, de substances médicamenteuses, de pesticides, d'herbicides, de produits ignifuges, d'agents anticorrosion et de plastifiants.
Le site de Ludwigshafen est identifié comme une cible des bombardements stratégiques alliés. Un tiers des 1 470 bâtiments de l'usine est complètement détruit en 1945, et les trois cinquièmes endommagés à divers degrés, seuls six pour cent restant intacts. En outre, l'approvisionnement en matières premières restreint l'activité à partir de juillet 1944, qui est partiellement stoppée à la fin de la même année et totalement en février 1945.

### Après-guerre
Les premières installations sont remises en état par les salariés dès mai 1945. En 1948, l'ensemble de l'usine emploie déjà à nouveau vingt-et-mille salariés. En 1952, l'usine revient officiellement dans le giron de la société BASF. La production se tourne petit à petit de plus en plus vers la synthèse de matières plastiques : Perlon, nylon et polyamide, films de polyéthylène basse densité pour les emballages, polystyrène expansé pour l'isolation thermique.
De 1954 à 1957 est bâtie la tour dite « Friedrich-Engelhorn-Haus », haute de 102 mètres, abritant les bureaux administratifs de l'usine. Durant cette période, l'intrant principal cesse d'être le charbon, remplacé par les hydrocarbures. La mise en service du premier vapocraqueur date de 1980.

Friedrich-Engelhorn-Haus avant et après réhabilitation
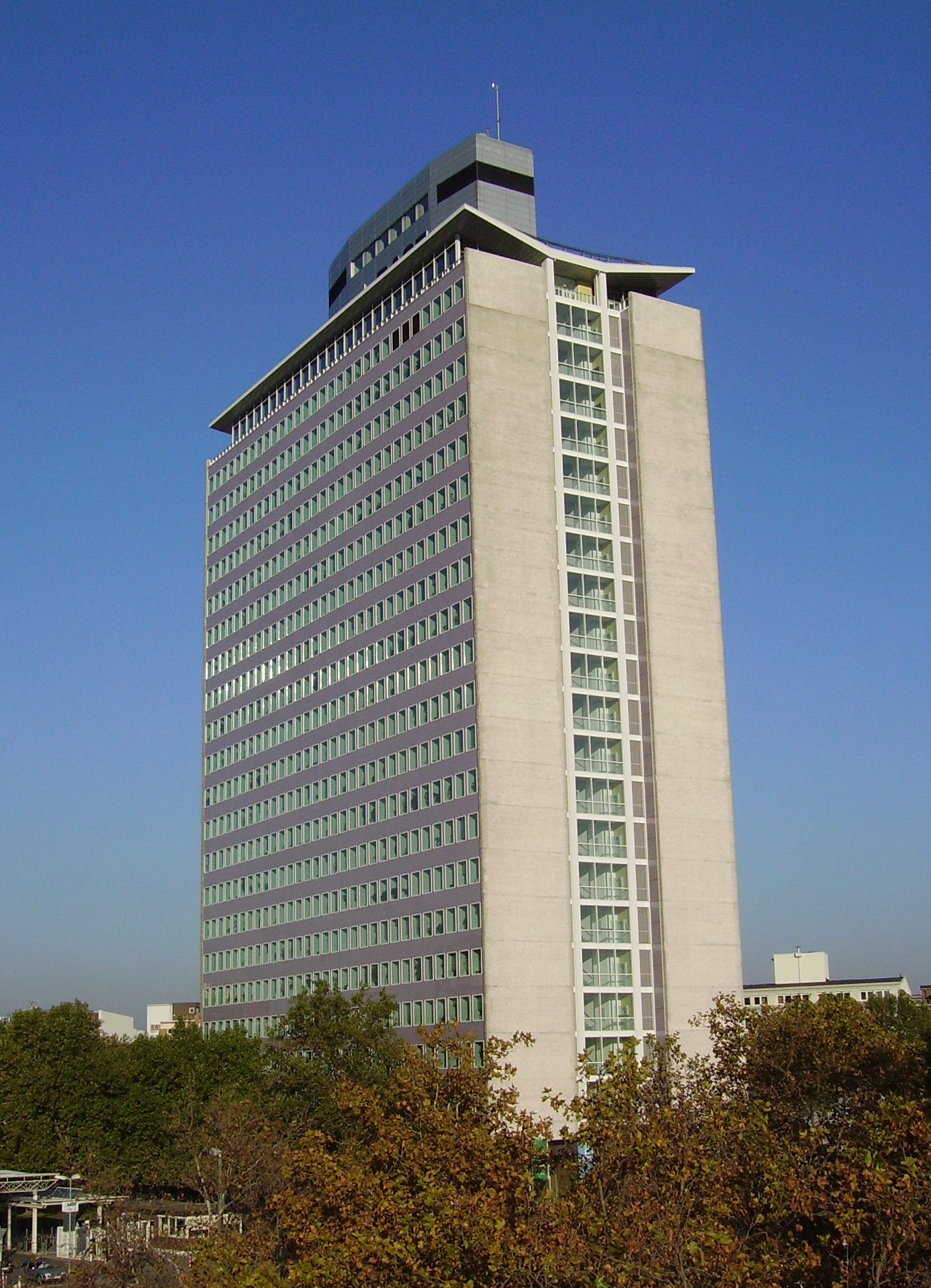
La tour en octobre 2005.
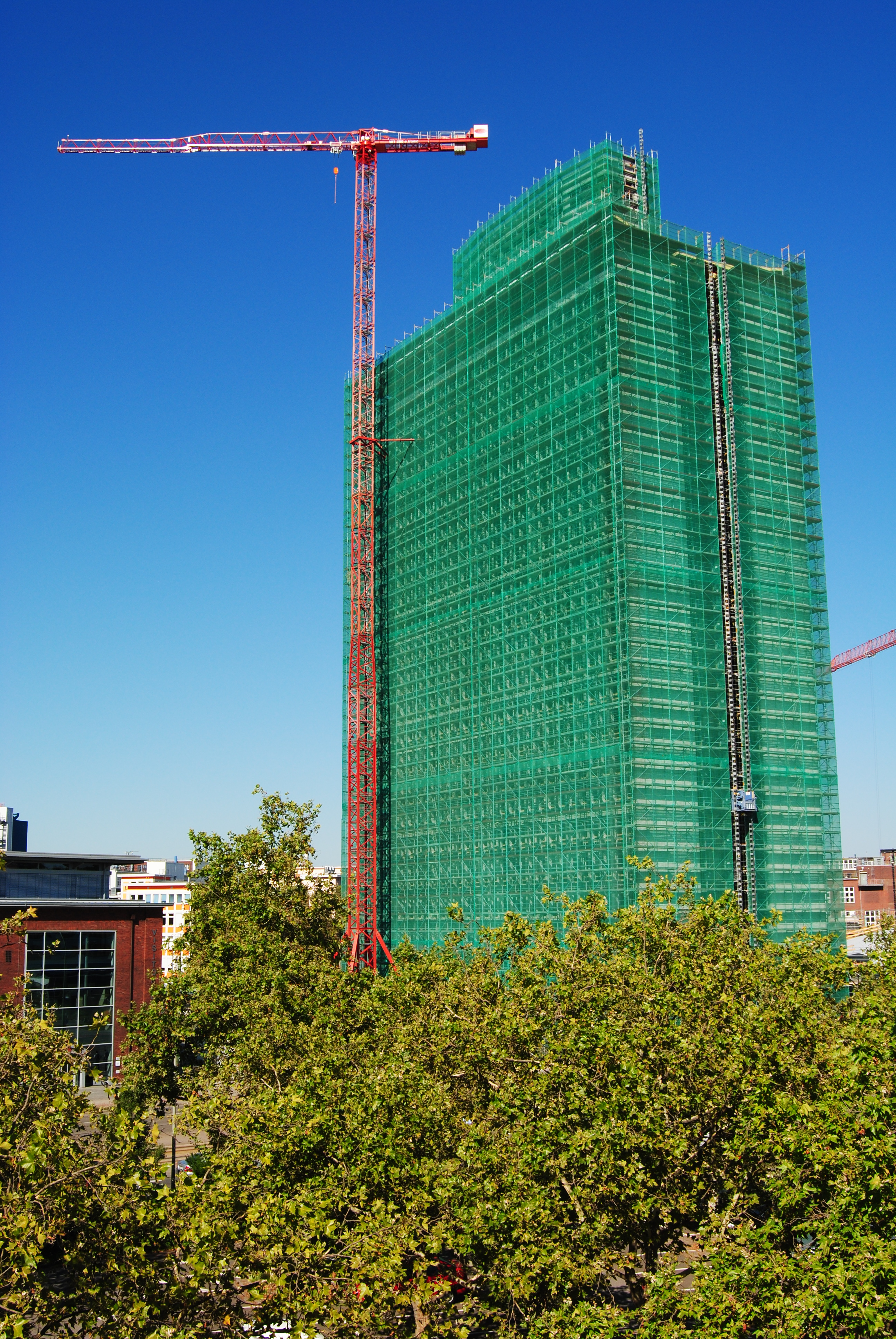
La tour en août 2013.

Les premiers contrôles systématiques des rejets de l'usine dans le Rhin datent de 1989, avec la mise en place d'une unité spécialement affectée à cette surveillance.
En 2000, la dernière unité construite au XXe siècle est inaugurée, produisant 180 000 tonnes annuelles de formaldéhyde ; elle vient compléter trois autres unités présentes également sur le site de Ludwigshafen et totalisant 440 000 tonnes de production annuelle. Avec cette inauguration, BASF produit presque la moitié du formaldéhyde européen. L'intérêt de le produire à Ludwigshafen est notamment lié à la gigantesque taille de l'usine qui permet le transport du produit par pipeline et non par camion, ce qui le rend bien plus rentable.

### AuXXIesiècle
En 2004, une unité de production de citral est inaugurée, dotée d'une capacité de production de quarante mille tonnes annuelles. L'ancienne unité devenue inadaptée est transformée pour produire deux arômes, le linalol et le géraniol. En 2015, c'est une unité de production d'amines, capable d'en synthétiser quinze types différents, qui est lancée. La même année est également ouverte une unité permettant la production de trois cent mille tonnes de dérivés du toluène : diisocyanate de toluène, dinitrotoluène et Diaminotoluène , qui sont majoritairement utilisés pour produire du polyuréthane utilisé principalement dans l'ameublement et l'industrie automobile. L'investissement d'un milliard d'euros et un chantier de trois ans impliquant notamment des adductions importantes en électricité, vapeur et eau permettent l'ouverture de cette unité qui emploie deux cents salariés.
Le 24 février 2023, fortement affecté dans ses activités par la crise énergétique, BASF annonce la suppression de 3 300 emplois dont sept cents à Ludwigshafen, où plusieurs sites de production sont mis à l'arrêt, notamment deux unités produisant de l'ammoniac, une de caprolactame et une d'acide adipique. En octobre de la même année, le chimiste annonce la création d'une unité fabriquant des procédés de fermentation, notamment des fongicides de biocontrôle et des traitements de semences biologiques, ainsi qu'une matière active insecticide dérivée d'une souche de champignon ; le démarrage de l'unité est envisagé fin 2025 avec trente salariés. Le 17 avril 2024, deux des cinq fours du vapocraqueur, d'une puissance de 6 MW et capables de craquer quatre tonnes de pétrole par heure, sont remplacés par des fours électriques, dans le but affiché de décarboner le production de monomères. Jusqu'alors, l'ensemble des cinq fours représentent à eux seuls 15 % des émissions de gaz à effet de serre de l'usine. Leur remplacement par des unités dont l'électricité est produite par des sources renouvelables permet de réduire de 90 % les émissions de ce poste. Ces unités pilotes représentent un coût de 70 millions d'euros.
En mars 2024, le PDG de BASF, Martin Brudermüller (de), déclare que Ludwigshafen est l'usine la moins compétitive du groupe, et que son chiffre d'affaires de 2023, à 22,8 milliards d'euros, est inférieur de 8 milliards à celui de l'année précédente. Son successeur Markus Kamieth propose en septembre suivant un vaste plan de restructuration de l'entreprise, en abandonnant les filières jugées non centrées sur la chimie, ce qui réduit le périmètre et le chiffre d'affaires de l'entreprise. En revanche, le modèle très intégré du Verbund est mis en avant comme un facteur de compétitivité et de décarbonation ; les analystes estiment que ce repositionnement favorise Ludwigshafen, même si des restructurations importantes sont à prévoir, ainsi qu'une forte réduction des coûts de l'usine. En effet, deux cents ateliers sur neuf cents sont jugés insuffisamment compétitifs.

## Caractéristiques

### Emprise et bâti

L'usine BASF en 2023 vue depuis la rive droite du Rhin.

L'usine BASF couvre plus de dix kilomètres carrés, soit mille hectares. Elle est divisée en environ deux cents unités, chacune dédiée à une spécialité, ce qui correspond à environ deux mille bâtiments différents, formant le plus gros complexe chimique du monde,.
L'immensité et la prééminence de l'usine dans la ville de Ludwigshafen sont la cause d'un fort désamour des Allemands pour cette dernière, parfois qualifiée de « ville la plus laide d'Allemagne ».

### Desserte et modèle technico-économique
L'usine est située le long du Rhin, et le port fluvial de Landeshafen dessert le site tout au nord. Une desserte ferrée parcourt intégralement le site, avec une longueur cumulée de 230 kilomètres ; les rues intérieures de l'usine offrent une longueur cumulée de cent kilomètres environ. Enfin, les pipelines offrent une longueur de 2 850 kilomètres,. En 2021, la consommation de gaz naturel s'élève à 37 TWh. Elle est à cette époque entièrement dépendante des importations russes.
Chaque coproduit résultant de la stœchiométrie est valorisé dans une unité aval du processus, ce qui implique que toutes les unités sont fonctionnellement liées entre elles et très dépendantes les unes des autres ainsi que de leurs principaux intrants initiaux.

### Emploi
En 2020, avant les fermetures de site de 2023, l'usine emploie environ trente-neuf mille salariés,.

### Production
La production du site couvre de très nombreux produits chimiques dans tous les domaines. Le tonnage annuel produit par l'ensemble des unités s'élève à 2,6 millions de tonnes.
Parmi ces productions, celles liées aux engrais occupe une part très importante du tonnage de l'usine. Ainsi, en 2014, la production d'ammoniac représente 875 000 tonnes, soit un tiers du poids de la production totale du complexe.

## Accidents

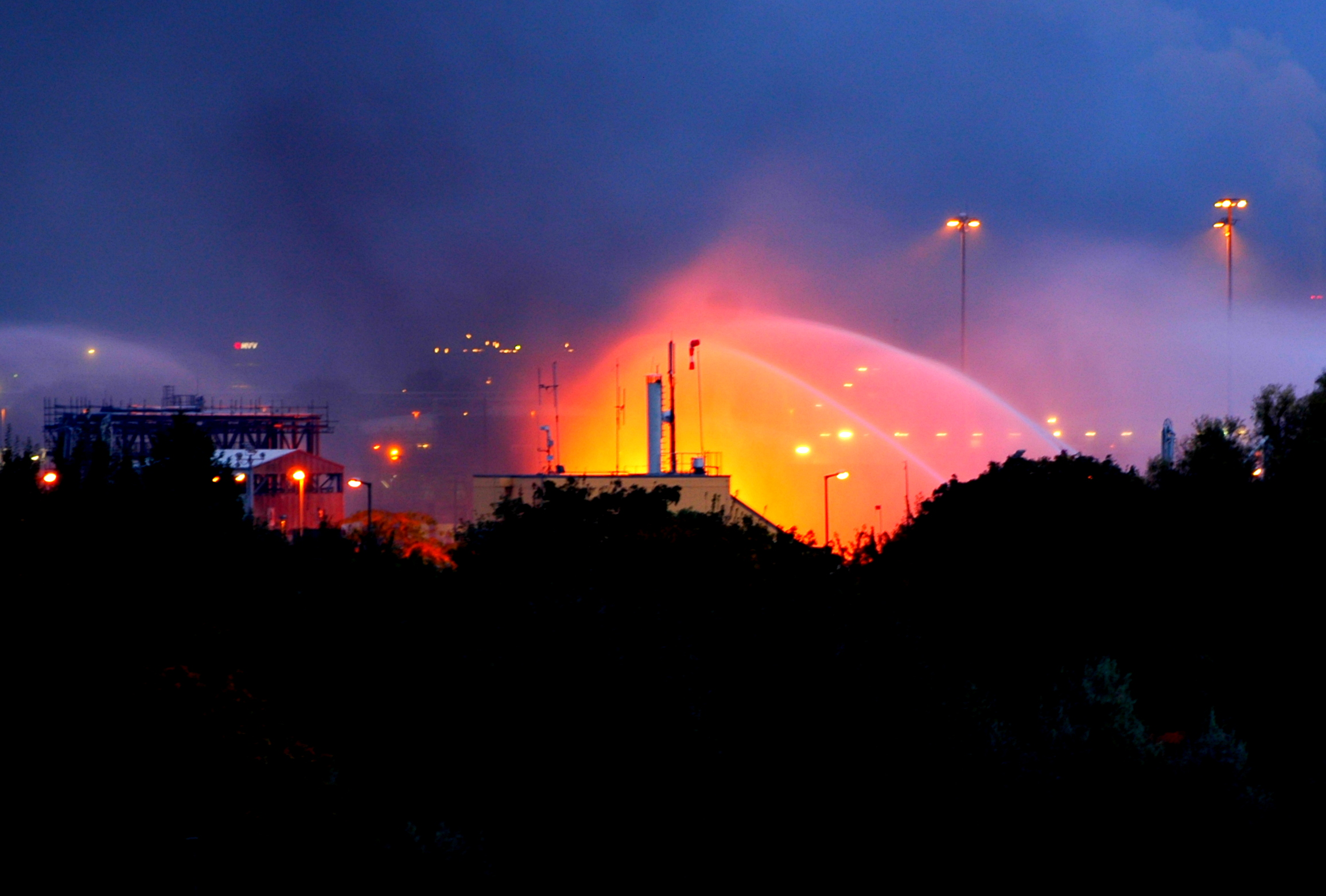
La lutte contre l'incendie du 17 octobre 2016 dans la soirée.

Le 21 septembre 1921, l'explosion d'Oppau cause la mort de plus de cinq cent soixante personnes et en blesse plus de deux mille. La cause du sinistre est la déflagration brutale d'un stock de quatre mille tonnes de nitrate et de sulfate d'ammonium, destiné à être utilisé comme engrais.
Outre les bombardements alliés, l'usine connaît une forte explosion le 29 juillet 1943, lorsqu'un camion-citerne contenant seize tonnes d'un mélange de Buta-1,3-diène et de Butane-1,3-diol explose. La déflagration tue 570 personnes et ravage entièrement une zone de trois hectares et demi.
Le 28 juillet 1948, l'explosion d'une citerne de méthoxyméthane tue deux cents sept personnes (de), en blesse 3 818 autres et endommage ou détruit plus de cinq mille bâtiments,,.
Le 17 octobre 2016, une explosion suivie d'un incendie (de) provoque la mort de cinq personnes, dont quatre membres des pompiers de l'usine et un marin d'un navire-citerne. Trente personnes sont par ailleurs blessées, dont huit grièvement,,. 